# Husband Hunters
Husband Hunters est un film américain réalisé par John G. Adolfi, sorti en 1927.

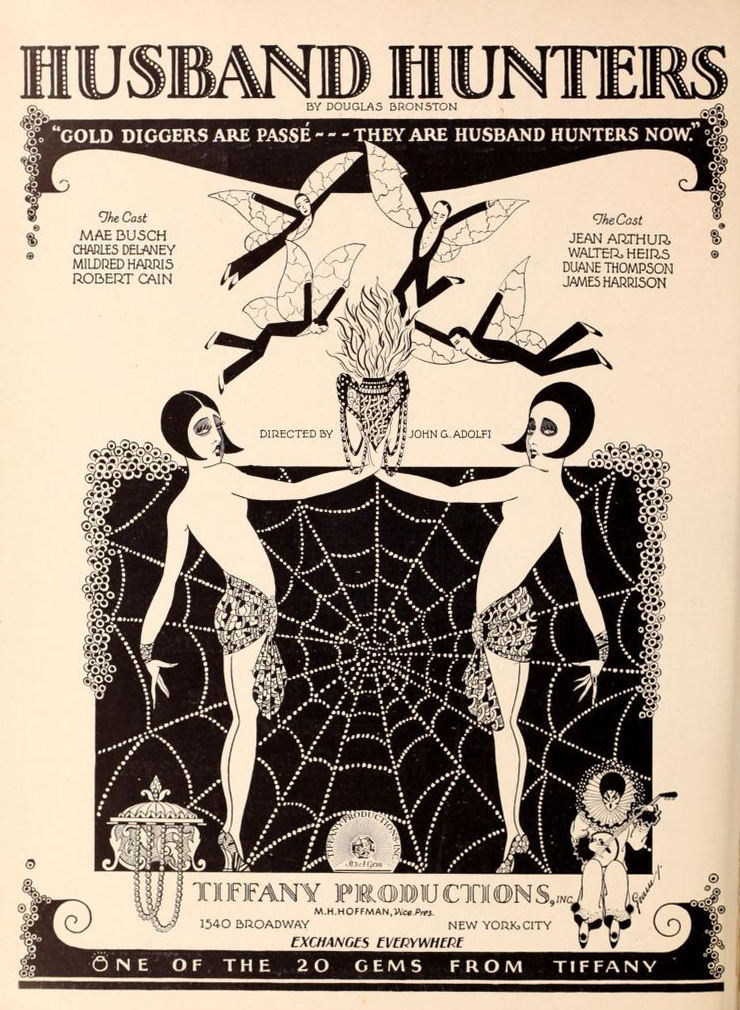
Annonce pour le film.

Une copie du film est conservée au BFI Film and Television archive à Londres.

## Fiche technique
- Réalisation : John G. Adolfi
- Scénario : Esther Shulkin d'après une histoire de Douglas Bronston
- Producteur : 	M.H. Hoffman
- Photographie : Joseph Dubray
- Montage : Harold Young
- Production : Tiffany Pictures
- Distributeur : Tiffany Pictures
- Durée : 60 minutes (6 bobines)[1]
- Date de sortie : 15 janvier 1927

## Distribution
- Mae Busch : Marie Devere
- Charles Delaney : Bob Garrett
- Jean Arthur : Letty Crane
- Walter Hiers : Sylvester Jones
- Duane Thompson : Helen Gray
- Mildred Harris : Cynthia Kane
- Robert Cain : Bartley Mortimer
- James Harrison : Jimmy Wallace
- Nigel Barrie : Rex Holden